# 坂田淳二
坂田 淳二（さかた じゅんじ、1974年5月10日 - ）は、北海道帯広市出身の元プロアイスホッケー選手、アイスホッケー指導者。ポジションはフォワード。引退後はクリエイティブアスリートとして活動中。ARIGATO HOCKEY CLUB チェアマン。 
日本人初のヨーロッパでのプロ契約を結んだ選手。アジア人初となるチェコエクストラリーグでのプロ契約選手。

## 経歴
9歳で帯広大空アイスホッケー少年団に入団、アイスホッケーを始める。小学6年生のころに全北海道大会で優勝。中学3年時には全国大会で3位。白樺学園高等学校に進み、世界ジュニア選手権などに出場。卒業後、コクドに入団。入団1年目からレギュラーとして活躍し最優秀新人賞を受賞。その後コクド在籍中は、6度の日本一を経験し、MVPなどのタイトルも獲得。日本代表としても世界選手権などで活躍。 
1999年にイギリスのナシュナルリーグのピーターボロ・パイレーツで1シーズンプレー。
2003年にコクドを退団し、スウェーデン、アメリカ合衆国、2004年にはフランスと渡り歩く。
2005年にチェコ・エクストラリーグのHCプルゼンとアジア人初のプロ選手として2007シーズンまでプレー。エクストラリーグに4名だけ在籍する国外選手となる。 
その後は帰国し、アイスホッケーの普及とメジャー化を目指す。
2009年に風とバラッド（Kazepro）に所属し、クリエイティブアスリートとして活動中。
2010年に新横浜ジュニアアイスホッケークラブの専属、テクニカルディレクターとして子供たちにヨーロピアンホッケーを指導中。